# Caluso
Caluso (Caluso in piemontese, pronuncia IPA [ka'lyzʊ]) è un comune italiano di 7 318 abitanti della città metropolitana di Torino, nell'area del Canavese.
Caluso si compone di cinque rioni (Pescarolo, Rua, Rosario, Riva e Freta), quattro frazioni (Rodallo, Arè, Vallo e Carolina) e tre cascinali maggiori (Molliette, Borgata Cascina Nuova e La Tavalina).
La particolare posizione geografica, sul versante meridionale esterno della morena che chiude l'anfiteatro morenico di Ivrea, unitamente al particolare clima della zona, favorisce la coltura e la produzione di vini quali l'Erbaluce di Caluso e il Caluso Passito: per queste ragioni la cittadina è sede dell'Enoteca Regionale dei Vini della Provincia di Torino e dell'Istituto professionale di Stato per l'Agricoltura e l'Ambiente "Carlo Ubertini".

## Storia
Caluso fu probabilmente già abitata dalle popolazioni celtiche dei Salassi, in età preromana. I romani ne fecero una cittadella fortificata cinta, un Oppidum Clausum, ossia "città forte-chiusa", da qui probabilmente il nome Caluso. La sua importanza strategica era presumibilmente dovuta alla posizione di controllo della strada per Eporedia (l'attuale Ivrea).

### La battaglia di Caluso
Il cronista trecentesco Pietro Azario, nel suo De Bello Canepiciano, narra delle guerre che allora si combatterono per il dominio del Canavese, nelle quali Caluso ebbe un'importanza determinante.
Conteso fra guelfi e ghibellini, i primi rappresentati dai Conti di San Martino ed i secondi da quelli di Biandrate, appoggiati dai Marchesi del Monferrato, Caluso venne occupata dai primi.
 Tuttavia i ghibellini non si rassegnarono e Giovanni II Paleologo, Marchese del Monferrato, riuscì con un'astuzia a rioccupare la cittadina dopo un assedio che ebbe alterne vicende fra le due parti. Caluso passò quindi sotto il dominio dei Marchesi del Monferrato che, d'accordo con i Savoia, riuscirono a mantenere il controllo, per un certo periodo, anche sulla città di Ivrea. Questa guerra, culminata con la battaglia di Caluso, venne anche menzionata da Dante Alighieri nella sua Divina Commedia.

### Il XVI secolo
Nel Cinquecento Caluso fu contesa tra Francesi e Spagnoli, i quali smantellarono, neutralizzandola definitivamente, la rocca. La spuntarono infine i francesi un cui generale, Carlo I di Cossé, fece costruire il canale che attraversa il paese derivandone le acque da quelle del torrente Orco presso Castellamonte, a scopi irrigui, oltre che a favorire l'installazione di mulini ad acqua.
 La Pace di Cateau-Cambrésis (1559), segnò il passaggio di Caluso e del Piemonte al Ducato di Savoia.

### Dal XVII secolo ad oggi
La famiglia Valperga, feudataria per conto dei Savoia, ampliò il parco del Palazzo signorile, che oggi è diventato un vasto e importante giardino botanico, ricco di particolari specie arboree.
Caluso fece parte, dal 1927 fino alla fine della seconda guerra mondiale, della provincia di Aosta.
Negli anni della seconda guerra mondiale, tra il 1940 e il 1943, furono internati a Caluso 22 profughi ebrei (inclusi tre bambini), provenienti da Spalato. Dopo l'8 settembre 1943, con l'occupazione tedesca, il gruppo immediatamente si disperse. Alcuni trovarono rifugio in Svizzera, altri rimasero in zona o si diressero verso Sud incontro all'esercito alleato. Otto furono le persone arrestate a Caluso nel dicembre 1943: condotte a Fossoli, perirono ad Auschwitz nel febbraio 1944. Gli altri internati riuscirono a salvarsi.
Il 7 aprile 1944 ebbe luogo la strage di Caluso, un atto di rappresaglia compiuto dai soldati del XI Battaglione Milizia Armata ai danni di detenuti antifascisti, con 15 persone fucilate.
Nei pressi della stazione, lungo la ferrovia Chivasso-Ivrea-Aosta, il 10 giugno 1992 avvenne un grave incidente ferroviario, con un bilancio di sei morti.
Nel recente passato Caluso ha ospitato sedi e siti produttivi di importanti industrie multinazionali come General Electric, Olivetti, Honeywell, Bull, attualmente non più attive.

### Simboli
Lo stemma del comune di Caluso è stato concesso con regio decreto del 16 maggio 1940 e si può blasonare: inquartato: nel 1º d'oro, al tralcio di vite al naturale, fruttato di due; nel 2º d'azzurro, al cavaliere romano, d'argento, munito di scudo, in sella a un cavallo, pure d'argento; nel 3º d'azzurro, alla torre diruta, di rosso, merlata alla guelfa; nel 4º d'argento, a cinque bande ondate d'azzurro.
Il gonfalone è un drappo di azzurro.

## Monumenti e luoghi d'interesse
- Chiesa parrocchiale della Madonna delle Grazie
- Villa Griselli
- Palazzo Valperga di Masino, oggi sede del municipio e dell'Enoteca regionale. Il parco ospita alcuni alberi monumentali.
- Il "Castellazzo", ovvero le rovine del castello medievale, situate sulla collina morenica che domina la cittadina.
- Porta Crealis (Sec. XII), meglio nota come le "Purtasse", unica superstite delle quattro porte d'accesso al borgo, rivolta verso i campi agricoli adibiti a coltura dei cereali ad est dell'abitato, donde il nome latino.
- Ex convento francescano e chiesa della SS. Trinità, nella parte bassa del centro abitato.

## Società

### Evoluzione demografica
Abitanti censiti

### Etnie e minoranze straniere
Secondo i dati Istat al 31 dicembre 2017, i cittadini stranieri residenti a Caluso sono 657, così suddivisi per nazionalità, elencando per le presenze più significative:
1. Romania, 514
2. Marocco, 52

## Cultura

### Festa dell'uva di Caluso
La festa dell'uva di Caluso nasce nel 1933. Si tratta di una manifestazione nata per valorizzare la festa della vendemmia. Si svolge sempre la terza settimana del mese di Settembre. In questa festa (che porta nella settimana circa 30 000 persone) si valorizza il vino accompagnandolo a feste, musiche e divertimento. I cinque rioni e le quattro frazioni si sfidano nella vincita del palio. La figura della festa dell'uva storica è la ninfa Albaluce.

## Amministrazione

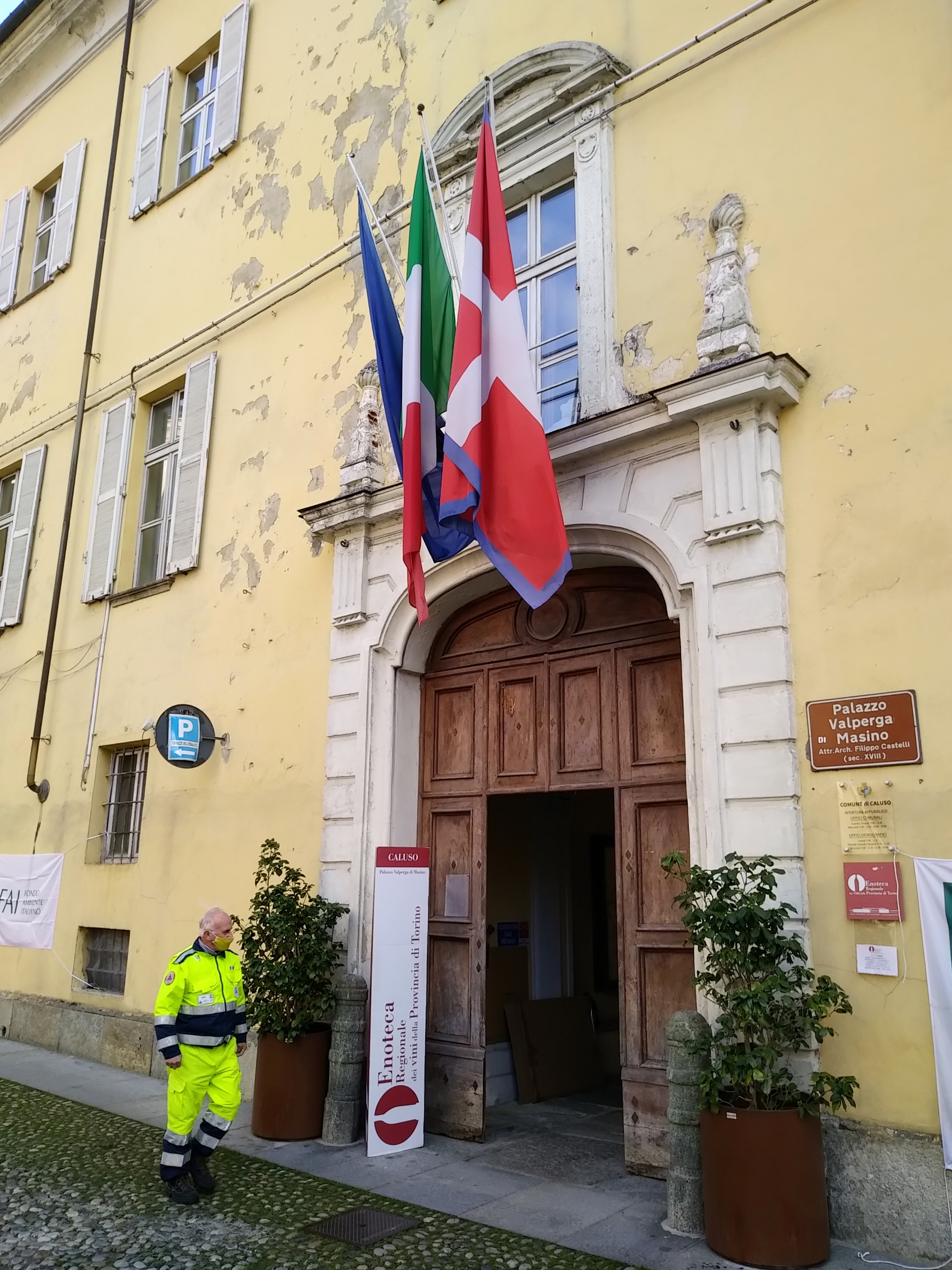
Il municipio

Di seguito è presentata una tabella relativa alle amministrazioni che si sono succedute in questo comune.
| Periodo        | Periodo        | Primo cittadino | Partito                     | Carica  | Note   |
| -------------- | -------------- | --------------- | --------------------------- | ------- | ------ |
| 3 gennaio 1989 | 3 aprile 1989  | Corrado Scapino | Partito Socialista Italiano | Sindaco | [ 14 ] |
| 3 aprile 1989  | 28 giugno 1990 | Mauro Chianale  | Partito Socialista Italiano | Sindaco | [ 14 ] |
| 28 giugno 1990 | 24 aprile 1995 | Mauro Chianale  | Partito Socialista Italiano | Sindaco | [ 14 ] |
| 24 aprile 1995 | 14 giugno 1999 | Mauro Chianale  | centro-sinistra             | Sindaco | [ 14 ] |
| 14 giugno 1999 | 14 giugno 2004 | Mauro Chianale  | centro-sinistra             | Sindaco | [ 14 ] |
| 14 giugno 2004 | 8 giugno 2009  | Marco Suriani   | lista civica                | Sindaco | [ 14 ] |
| 8 giugno 2009  | 26 maggio 2014 | Marco Suriani   | lista civica                | Sindaco | [ 14 ] |
| 26 maggio 2014 | 27 maggio 2019 | Maria Rosa Cena | lista civica Per ripartire  | Sindaco | [ 14 ] |
| 27 maggio 2019 | in carica      | Maria Rosa Cena | lista civica Per ripartire  | Sindaco | [ 14 ] |

### Gemellaggi
- Brissac-Quincé[senza fonte]

## Sport
A Caluso sono presenti due differenti squadre di calcio militanti nella prima categoria, il US Real Canavese, che gioca negli impianti comunali di Tonengo o Arè (quest'ultimo con una capienza pari a 6.000 posti), e USG Rodallese, che gioca nella frazione di Rodallo. È inoltre presente la locale squadra femminile di calcio US Real Canavese F.
A Caluso è molto praticato il Volley maschile, con la società Caluso Volley che ha militato per diversi anni anche in serie B1; la squadra femminile di Volley è invece la Calton Volley Caluso.
Particolarità di Caluso è quella di avere anche due differenti società che si occupano di ciclismo: Associazione Ciclistica Calusiese eZero CO2 (nata semplicemente come "CO2" nel 2006); quest'ultima si occupa principalmente di MTB, pur non disdegnando le pedalate su strada.
Ha organizzato sino al 2012 una manifestazione di MTB denominata 50Km dell'Erbaluce che ha visto oltre 900 atleti ai nastri di partenza; inoltre ha organizzato due edizioni della 6h Morenica, gara di endurance di MTB, e tutte le edizioni della manifestazione Erbaluce Night Trail, che nell'edizione 2013 ha visto oltre 250 coppie di runner ai nastri di partenza. Inoltre, in collaborazione con altre associazioni locali, Zero CO2 ha partecipato all'identificazione, alla tracciatura ed alla manutenzione del Sentiero delle pietre bianche, percorso che consente di conoscere le colline moreniche del territorio a piedi o in bicicletta.
A Caluso è presente una associazione sportiva che si occupa di skateboard: "Moove Skateboarding", che ha organizzato tre edizioni del Big Sunday, un evento sportivo con i migliori skater "vert" europei, tra cui Giorgio Zattoni, Ivan Federico e Jesse Thomas.